# Ngô Bảo Châu
Ngô Bảo Châu (sinh ngày 28 tháng 6 năm 1972), giáo sư tại Khoa Toán, Đại học Chicago, là một nhà toán học Pháp-Việt nổi tiếng với chứng minh bổ đề cơ bản cho các dạng tự đẳng cấu. Nhờ chứng minh này mà ông đạt Huy chương Fields năm 2010. Ông là người Việt Nam đầu tiên và duy nhất tính đến thời điểm hiện tại đạt được thành tựu này. Ông cũng là một trong số ít người Việt Nam hai lần đoạt huy chương vàng Olympic Toán học Quốc tế (Úc năm 1988 và Đức năm 1989).
Tính đến năm 2010, ông là nhà khoa học trẻ nhất Việt Nam được Hội đồng Chức danh Giáo sư Nhà nước Việt Nam đặc cách phong học hàm Giáo sư.

## Tiểu sử
Ngô Bảo Châu sinh ngày 28 tháng 6 năm 1972 tại Hà Nội. Thời niên thiếu, ông là học sinh Trường Tiểu học Thực nghiệm, Trường THCS Trưng Vương, và sau đó học tại Khối chuyên Toán thuộc Khoa Toán - Cơ - Tin học, Trường Đại học Tổng hợp Hà Nội (cũ), nay là Trường Trung học Phổ thông chuyên Khoa học Tự nhiên thuộc Trường Đại học Khoa học Tự nhiên, Đại học Quốc gia Hà Nội.
Là sinh viên Trường Đại học Paris VI (nay là Đại học Sorbonne) và Trường Sư phạm Paris (École normale supérieure Paris, ENS Paris; một số ít người Việt Nam từng học tại trường này bao gồm Hoàng Xuân Hãn, Lê Văn Thiêm, Trần Đức Thảo) từ năm 1992 đến năm 1994, rồi sau đó là sinh viên cao học và nghiên cứu sinh của Trường Đại học Paris XI (Université Paris-Sud 11) dưới sự hướng dẫn của Giáo sư Gérard Laumon, Ngô Bảo Châu bảo vệ Luận án tiến sĩ năm 1997, trở thành nghiên cứu viên của Trung tâm Nghiên cứu Khoa học Quốc gia Pháp (CNRS) từ năm 1998, lấy bằng Habilitation à Diriger les Recherches (HDR) năm 2003 và sau đó được bổ nhiệm làm giáo sư toán học tại Trường Đại học Paris XI năm 2004.

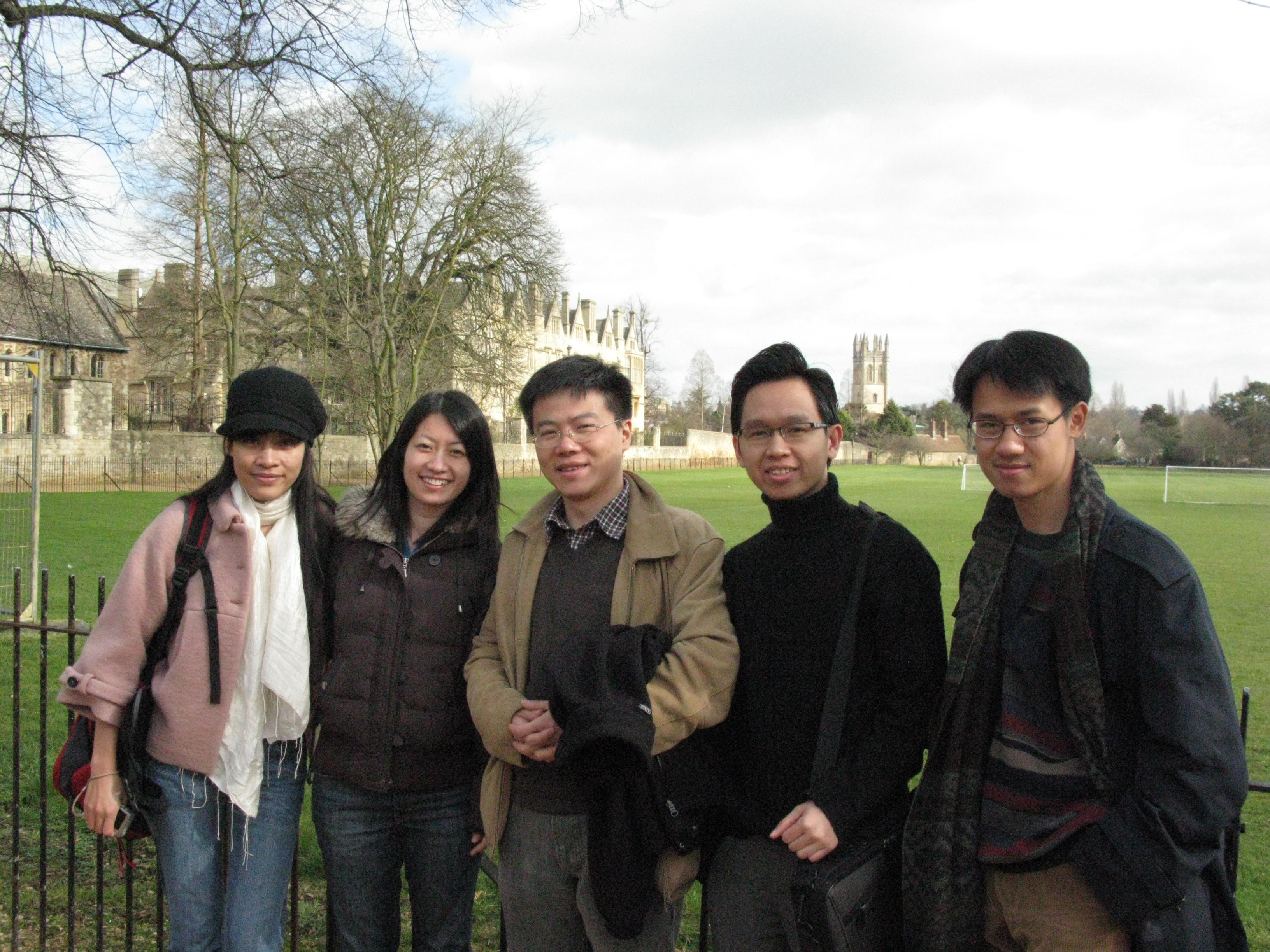
Giáo sư Ngô Bảo Châu chụp hình cùng một số sinh viên và đồng nghiệp ở Christ Church Meadow, Trường Đại học Oxford, Anh

Năm 2007, ông đồng thời làm việc tại Trường Đại học Paris XI, Orsay, Pháp và Viện Nghiên cứu Cao cấp Princeton, New Jersey, Hoa Kỳ. Trong năm 2008, ông công bố chứng minh Bổ đề cơ bản cho các đại số Lie hay còn gọi là Bổ đề cơ bản Langlands.
Năm 2010, khi biết tin sắp nhận giải Fields, ông đã tranh thủ nhập quốc tịch thứ hai với hy vọng giải thưởng cũng sẽ đem lại vinh dự cho các nhà toán học Pháp.
Kể từ ngày 1 tháng 9 năm 2010, ông là giáo sư tại Khoa Toán, Đại học Chicago.
Ngày 9/3/2011, Phó Thủ tướng Chính phủ và Bộ Giáo dục và Đào tạo đã công bố Quyết định thành lập Viện Nghiên cứu Cao cấp về Toán (Vietnam Institute for Advanced Study in Mathematics) và quyết định bổ nhiệm ông Ngô Bảo Châu làm giám đốc khoa học của Viện.
Cùng với nhà giáo Phạm Toàn, và giáo sư toán học Vũ Hà Văn, GS Ngô Bảo Châu mở một trang mạng giáo dục với tên là Học thế nào chính thức hoạt động vào ngày 1 tháng 5 năm 2013 với kỳ vọng đóng góp vào việc tìm ra phương hướng giải quyết các vấn đề của giáo dục Việt Nam.
Tháng 10 năm 2013, ông là Chủ tịch danh dự của Câu lạc bộ Nhà khoa học Đại học Quốc gia Hà Nội theo lời mời của Giám đốc Đại học Quốc gia Hà Nội - PGS.TS. Phùng Xuân Nhạ.
Năm 2020, ông giữ ghế giáo sư Formes automorphes ở Collège de France.

## Gia đình
Ngô Bảo Châu sinh ra trong một gia đình trí thức truyền thống. Ông là con trai của Tiến sĩ khoa học ngành cơ học chất lỏng Ngô Huy Cẩn, hiện đang làm việc tại Viện Cơ học Việt Nam. Mẹ của ông là Phó Giáo sư, Tiến sĩ dược Trần Lưu Vân Hiền, công tác tại Bệnh viện Y học cổ truyền Trung ương, Việt Nam. Ông là cháu họ của Ngô Thúc Lanh, một Giáo sư toán viết cuốn sách Đại số đầu tiên.
Năm 22 tuổi (1994), sau khi học xong thạc sĩ ở Pháp, Ngô Bảo Châu lập gia đình với Nguyễn Bảo Thanh, người bạn gái học chuyên Toán cùng ông tại Trường THCS Trưng Vương, Hà Nội. Đến tháng 8 năm 2010, hai người có với nhau ba người con gái: Ngô Thanh Hiên (sinh năm 1995), Ngô Thanh Nguyên (sinh năm 2000) và Ngô Hiền An (sinh năm 2003).

## Thành tích nổi bật
Ông đã hai lần đoạt huy chương vàng Olympic Toán học Quốc tế tại Australia năm 1988 và Cộng hòa Liên bang Đức năm 1989, và cũng là người Việt Nam đầu tiên giành 2 huy chương vàng Olympic Toán học Quốc tế.
Năm 2004, ông được trao tặng giải Nghiên cứu Clay của Viện Toán học Clay cùng với Giáo sư Gérard Laumon vì đã chứng minh được Bổ đề cơ bản cho các nhóm Unita. Năm 2005, khi được 33 tuổi, Ngô Bảo Châu được nhà nước Việt Nam phong đặc cách hàm giáo sư.
Cuối năm 2009, công trình Bổ đề cơ bản cho các đại số Lie của ông đã được tạp chí Time bình chọn là một trong 10 phát minh khoa học tiêu biểu của năm 2009.
Với các công trình khoa học của mình, Giáo sư Ngô Bảo Châu được mời đọc báo cáo trong phiên họp toàn thể của Hội nghị toán học thế giới 2010 tổ chức ở Ấn Độ vào ngày 19 tháng 8 năm 2010. Tại lễ khai mạc, giáo sư đã được tặng thưởng Huy chương Fields.
Ngày 29 tháng 8 năm 2010, một buổi lễ chào mừng ông nhận giải Fields đã được tổ chức tại TT Hội nghị Quốc gia, Mỹ Đình, Hà Nội.
Nhằm khuyến khích nền khoa học nước nhà, Chính phủ Việt Nam đã trao tặng Ngô Bảo Châu một căn hộ công vụ trị giá 12 tỷ VNĐ ở tòa nhà Vincom, Hà Nội. Mặc dù có nhiều ý kiến khác nhau xoay quanh việc nhận căn hộ nhưng ông khẳng định giải thưởng này là xứng đáng, và đã nhận căn nhà 160 m² này đầu tháng 11 năm 2010. Trước đó, ngày 4/9/2010, Hội đồng Thi đua khen thưởng thành phố Hà Nội (trong chương trình Đại hội Thi đua yêu nước giai đoạn 2010 - 2015 của thành phố) đã lựa chọn thêm Ngô Bảo Châu vào danh sách Công dân Thủ đô ưu tú lần thứ nhất, năm 2010.
Tháng 4 năm 2011, Tổng thống Pháp Nicolas Sarkozy quyết định trao tặng ông Huân chương Bắc Đẩu Bội tinh của nhà nước Pháp và ông đã chính thức sang Pháp nhận giải này vào ngày 27 tháng 1 năm 2012 tại điện Élysée. Một tháng sau, Ngô Bảo Châu cùng với năm người khác đã được Viện Đại học Chicago trao tặng danh hiệu giáo sư đã có những thành tựu xuất sắc (distinguished service professorships).
Năm 2012, ông được bầu làm Ủy viên danh dự (Honorary Fellow) của Hội Toán học Hoa Kỳ.
Ngày 12 tháng 12 năm 2018, ông được trao Giải thưởng toán học Maurice Audin tại Viện nghiên cứu Henri Poincaré, Paris, Pháp.
Ngày 2 tháng 7 năm 2021, ông được bầu làm Thành viên danh dự (Honorary Member) của Hội Toán học Luân Đôn.

## Sự nghiệp

### Nghiên cứu khoa học
Cùng với Gérard Laumon, ông chứng minh bổ đề cơ bản cho các nhóm unita. Chiến lược chung của họ là nghiên cứu các orbital integrals xuất hiện trong bổ đề cơ bản thông qua các thớ Springer afin đến từ thành thớ Hitchin. Điều này cho phép họ sử dụng các công cụ của lý thuyết biểu diễn hình học, tức là lý thuyết của các bó pervese, để nghiên cứu một vấn đề vốn là một vấn đề tổ hợp với bản chất lý thuyết số.
Năm 2008, ông thành công trong việc chứng minh bổ đề cơ bản cho các đại số Lie. Cùng với các kết quả đã có của Jean-Loup Waldspurger (Jean-Loup đã chứng minh trước đó rằng kết quả trên về các đại số Lie sẽ ngụ ý những dạng mạnh hơn của bổ đề cơ bản), điều này hoàn thiện một chứng minh cho bổ đề cơ bản trong trường hợp tổng quát.
Năm 2010, Ngô Bảo Châu nhận giải thưởng Fields cho chứng minh của bổ đề cơ bản.

### Giảng dạy
Tại Viện Đại học Chicago, ông được phong làm Giáo sư Xuất sắc Francis and Rose (Francis and Rose Yuen Distinguished Service Professor) và hoạt động giảng dạy của ông xoay quanh các chủ đề: lý thuyết số, lý thuyết số đại số, thành thớ Hitchin, automorphic form.
Tháng 8 năm 2019, website phiên bản tiếng Anh của Đại học Công nghiệp Cáp Nhĩ Tân đăng tin Ngô Bảo Châu được bổ nhiệm làm giảng viên của đại học này. Trước đó ông từng tuyên bố sẽ không giảng dạy tại Trung Quốc vì không muốn "bạn bè, đồng nghiệp có cảm giác là mình quay lưng với đất nước.". Trả lời báo Tuổi Trẻ ngày 24 tháng 1 năm 2022, ông phủ nhận việc này và khẳng định rằng "Tôi không có ý định đi làm việc lâu dài ở bất kỳ chỗ nào ở Trung Quốc mà chỉ đi thỉnh giảng, hợp tác khoa học". Thực tế thì trong danh sách nhân sự của Đại học Công nghiệp Cáp Nhĩ Tân cũng chỉ ghi Ngô Bảo Châu là giáo sư thỉnh giảng dài hạn (long-term visiting professor).

#### Một số bài báo chọn lọc
- T. H. Chen, B. C. Ngô, On the Hitchin morphism for higher-dimensional varieties, Duke Mathematical Journal, 169 (2020), no. 10, 1971–2004.
- A. Bouthier, B. C. Ngô, Y. Sakellaridis, On the formal arc space of a reductive monoid, American Journal of Mathematics, 138 (2016), 81-108.
- J. Heinloth, B. C. Ngô, Z. Yun, Kloosterman sheaves for reductive groups, Annals of Mathematics, 177 (2013), 241–310.
- B. C. Ngo, Le lemme fondamental pour les algèbres de Lie, Publications mathématiques de l'IHÉS, No. 111 (2010), 1–169.
- L. Gerard, B. C. Ngo, Le lemme fondamental pour les groupes unitaires, Annals of Mathematics, 168 (2008), 477–573.
- B. C. Ngo, D. T. Ngo, Comptage de G-chtoucas: la partie régulière ellitique, Journal of the Institute of Mathematics of Jussieu, 7 (2008), 181-203.
- B. C. Ngo, Fibration de Hitchin et endoscopie, Inventiones mathematicae, 164 (2006), 399–453.
- T. Haines, B. C. Ngô, Alcoves Associated to Special Fibers of Local Models, American Journal of Mathematics, 124 (2002), 1125-1152.
- T. Haines, B. C. Ngô, Nearby Cycles for Local Models of Some Shimura Varieties,  Compositio Mathematica, 133 (2002), 117–150.

#### Bài giảng
- B. C. Ngo, Endoscopy Theory of Automorphic Forms, Proceedings of the International Congress of Mathematicians. Hyderabad, India, 2010

#### Sách văn học
- "Ai và Ky ở xứ sở những con số tàng hình" hợp tác cùng với Nguyễn Phương Văn bắt đầu viết tháng 4 năm 2011 và phát hành 19 tháng 3 năm 2012.[48]

## Quan điểm cá nhân

### Quan điểm làm việc
- Trên báo Thanh Niên số đặc biệt Tết 2010 (sau khi tạp chí Times xếp công trình của ông vào nhóm 10 công trình tiêu biểu của năm 2009, và trước khi ông nhận giải Fields), trả lời câu hỏi về những thách thức gặp phải khi chứng minh bổ đề cơ bản và cách vượt qua, ông nói "...tôi mất rất nhiều thời gian để học nhiều thứ toán học của nhân loại trước khi quay lại vật lộn với Bổ đề cơ bản. [...] Đến một lúc nào đó, bạn làm toán vì bạn thích chứ không phải để chứng tỏ một cái gì nữa".[49][50]

### Quan điểm giáo dục
- Ngày 11 tháng 5 năm 2014, trong một bài viết trên báo Tuổi trẻ, GS Ngô Bảo Châu nhận xét: "Tại sao phải dùng ngân sách để làm ra những quyển sách mà người dân vẫn phải mua, vẫn bắt buộc phải mua hằng năm với một số lượng lớn. Vốn là một người làm toán, người làm toán thích những suy nghĩ đơn giản và ngây thơ, tôi thấy có một phương án đơn giản, ngây thơ để giải quyết sự bất công kể trên: đó là công bố hoàn toàn nội dung sách giáo khoa lên mạng." Ông đề nghị sử dụng mô hình wikipedia như mô hình mẫu cho việc này.[51]
- Đầu năm 2015, GS Ngô Bảo Châu nhận xét: "trong năm qua, điều hơi tiếc là trọng tâm cải cách giáo dục đáng ra giáo dục đại học là khâu yếu nhất lại không ai đả động gì. Rõ ràng đây mấu chốt cần giải quyết vì giáo dục đại học quyết định sự phát triển đất nước trong đào tạo nhân lực cho xã hội".[52]
- Trong hội thảo Thử nghiệm ước mơ nghề nghiệp tổ chức tại trường Phổ thông liên cấp Olympia (Hà Nội) ngày 3/5/2017, ông cho rằng việc hướng nghiệp cho học sinh nên được thực hiện vào cuối cấp hai, đầu cấp ba.[53]
- Ngày 21/4/2020, trong buổi nói chuyện trực tuyến với sinh viên, về vai trò của người thầy, ông bày tỏ suy nghĩ: "Người thầy vĩ đại là người biết cách đặt ra những câu hỏi hay, thôi thúc chúng ta đi tìm chân lý". Trả lời câu hỏi, "làm thế nào để có phát kiến mới?", ông nói: "Tôi nghĩ không thể nào phát kiến tự nảy ra trong đầu chúng ta. Thực ra, tất cả phát kiến là do chúng ta có kinh nghiệm. Khi chưa đi làm thì kinh nghiệm này có thể đến từ việc giải quyết nhiều tình huống trong học tập"[54]

### Quan điểm chính trị
- Theo BBC Tiếng Việt, GS Ngô Bảo Châu cho biết ông đã gửi một bức thư kiến nghị về dự án Bauxit ở Tây Nguyên vào ngày 29 tháng 5 năm 2009 nhưng tới thời điểm phỏng vấn là ngày 13 tháng 12 năm 2009, ông vẫn chưa nhận được hồi âm. Nội dung của lá thư theo ông cho biết là đề cập đến chính sách thực dân mới của chính quyền Trung Quốc về khai thác khoáng sản trên toàn cầu và đặc biệt là tại Tây Nguyên, ông cũng đưa ra cảnh báo: "phần có hại thì cầm chắc, phần có lợi thì mong manh."[55].
- Đồng thời trong cuộc phỏng vấn này, ông cũng cho hay ông có theo dõi sự kiện Viện nghiên cứu Phát triển (IDS), một Viện nghiên cứu và phản biện chiến lược tư nhân do Giáo sư Hoàng Tụy và Tiến sĩ khoa học Nguyễn Quang A đứng đầu, đã giải thể sau khi Viện này cho rằng một quyết định quản lý khoa học của Chính phủ ban hành năm 2009 là bất hợp lý. Và ông đã cho biết quan điểm của mình về vụ này như sau: "Tôi có theo dõi tuy không chi tiết như giới nhà báo. Nhưng một xã hội mà không biết lắng nghe các ý kiến phản biện là một chuyện tương đối dở".[55]
- Trong vụ án Cù Huy Hà Vũ, Ngô Bảo Châu nói ông "vốn không đặc biệt hâm mộ" ông Cù Huy Hà Vũ, nhưng cho rằng ông Vũ là "một con người không tầm thường. Như Hector người thành Troy, như Turnus người Rutuli hay như Kinh Kha người nước Vệ, ông Vũ không hề sợ hãi khi phải đối mặt với số phận của mình"...[56]" đồng thời cũng chỉ trích chính quyền và tòa án rằng họ đã "cố tình làm mất thể diện quốc gia" khi "bắt ông (Vũ) bằng hai bao cao su đã qua sử dụng", xử "nửa công khai, nửa bí mật", và "từ chối thực hiện thủ tục tố tụng". Ông cho là: "Không thể lấy sự cẩu thả và sự sợ hãi làm phương pháp bảo vệ chế độ." [56] Sau vụ bình luận gây nhiều tranh cãi này, vào ngày 11 tháng 4 năm 2011, blog cá nhân của GS. Ngô Bảo Châu có tên Thích học toán đã tạm đóng cửa và đặt ở chế độ cá nhân.[57]
- Ngày 12/9/2015, trong chương trình giao lưu ra mắt sách "Kẻ trăn trở" của TS Lương Hoài Nam, GS Ngô Bảo Châu nhận xét: "Người biết phẫn nộ, biết trăn trở chính là người tạo ra động lực thay đổi trong xã hội, làm giảm bớt sự đau khổ của con người, giúp cho xã hội ngày càng tốt đẹp hơn".[58]

### Quan điểm xã hội
- Năm 2010, sau khi nhận giải thưởng Fields, ông có đăng trên blog cá nhân một câu trả lời cho những thắc mắc về quan điểm của ông trong vấn đề "lề đường báo chí"[59] như sau: "Xin thưa, bám theo lề là việc của con cừu, không phải việc của con người tự do".[60][61] Phát ngôn này của ông gây nhiều tranh cãi và sau đó đã trở nên rất nổi tiếng.[62]

### Quan điểm môi trường
- Trong buổi nói chuyện trực tuyến với sinh viên ngày 21 tháng 4 năm 2020, giáo sư Ngô Bảo Châu bày tỏ suy nghĩ của mình về dịch bệnh COVID-19, và hy vọng con người sẽ thân thiện hơn với thiên nhiên. Ông nói: "[...] tôi hy vọng sẽ có những sự thay đổi trong tổ chức cuộc sống, sống nhịp nhàng và đơn giản hơn, con người thân thiện hơn với thiên nhiên."[54]

### Quan điểm tôn giáo
Ngô Bảo Châu trưởng thành trong 1 gia đình theo Phật giáo. Mặc dù khẳng định triết lý và văn hóa Phật giáo đã thấm sâu vào con người ông như nhiều người Việt Nam khác, tuy nhiên ông xác định mình không phải là Phật tử "theo nghĩa toàn vẹn nhất" của từ này. Khi được hỏi về quan điểm đối với giáo lý Phật giáo, ông cho rằng "Triết lý Phật giáo cho con người một nhân sinh quan rộng rãi, giải phóng nhiều định kiến. Đấy là một tố chất cơ bản của nhà khoa học".
Ngày 19 tháng 5 năm 2016, nhân ngày sinh nhật lần thứ 126 của Hồ Chí Minh, Ngô Bảo Châu viết trên Facebook cá nhân của mình: “Có quý mến ai thì mong họ thoát khỏi vòng luân hồi, đừng bắt họ sống mãi trong sự nghiệp của chúng ta”.